# 信毎賞
信毎賞（しんまいしょう）は、長野県の地域紙である信濃毎日新聞の公益財団法人「信毎文化事業財団」より、長野県下の文化・社会・教育・産業・スポーツなどに顕著な実績を上げ貢献した個人、団体に授与される賞で、県民文化の発展に寄与することを目的とする。1994年に設立され、副賞は賞金100万円。

## 受賞者
- 第1回（1994年度） - 東山魁夷、中村恒也、日本チェルノブイリ連帯基金、河野孝典、荻原健司
- 第2回（1995年度） - 斎藤史、熊谷元一、ウイリアム・リース・ロバータ・リース
- 第3回（1996年度） - 高橋節郎、中島多鶴、武井たつ子
- 第4回（1997年度） - 小沢征爾、池田三四郎、信濃木崎夏期大学
- 第5回（1998年度） - 清水宏保、小林深雪・中村由紀、志鷹昌浩、長野国際親善クラブ、信州風樹文庫運営委員会
- 第6回（1999年度） - 黒坂周平、飯田市立飯田東中学校学友会、長野県植物誌編纂委員会
- 第7回（2000年度） - 小平初郎、「無言館」の会、諏訪交響楽団
- 第8回（2001年度） - 小林春男、小宮山量平、日本野鳥の会諏訪支部
- 第9回（2002年度） - 熊井啓、長野県開拓自興会、東南海地震体験者の会
- 第10回（2003年度） - 遠藤守信、碌山美術館、上伊那駅伝チーム、若月俊一
- 第11回（2004年度） - 宮本忠長、大鹿歌舞伎保存会、草間彌生
- 第12回（2005年度） - 白鳥映雪、もろさわようこ、馬瀬良雄、全国都道府県対抗男子駅伝長野県チーム
- 第13回（2006年度） - 市川健夫、竹内明雄、信州児童文学会、小林深雪
- 第14回（2007年度） - 小池千枝、伊東豊雄、島崎洋路
- 第15回（2008年度） - 上村愛子、妻籠を愛する会、嶺貞子、塚原直貴
- 第16回（2009年度） - 峯村茂、いいだ人形劇フェスタ実行委員会、久石譲
- 第17回（2010年度） - 日本電産サンキョースケート部、狩野亮、勝野重美、熊井英水
- 第18回（2011年度） - 倉島照代、中村信弥、今井彰
- 第19回（2012年度） - 池田修一、満蒙開拓を語りつぐ会
- 第20回（2013年度） - 井出孫六、鈴木敏文、上伊那郷土研究会、伊那史学会
- 第21回（2014年度） - 宮坂静生、干川 圭吾、狩野亮
- 第22回（2015年度） - 小林茂昭、育てる会、松本山雅FC
- 第23回（2016年度） - 油井亀美也、松島信雄、三村一郎
- 第24回（2017年度） - 小平奈緒、降旗康男、田中欣一
- 第25回（2018年度） - 小平奈緒、髙木菜那、菊池彩花、矢羽勝幸、諏訪圏ものづくり推進機構
- 第26回（2019年度） - 安倍泰夫、中村浩志、長野県信鈴会
- 第27回（2020年度） - 青木拡憲、降幡廣信、信濃史学会
- 第28回（2021年度） - 原田泰治、渡辺時夫、中野人形
- 第29回（2022年度） - 清澤研道、串田和美、渡部暁斗
- 第30回（2023年度） - 新海誠、山岸哲、塚越寛、松代大本営平和祈念館
- 第31回（2024年度） - 山崎貴、藤森照信、武論尊
- 第32回（2025年度） - 沖野外輝夫、大城和恵、満蒙開拓平和記念館